# تاج نيوزيلندا عام 1949
أُنتجت عملة تذكارية من الجنيه النيوزيلندي بمناسبة زيارة الملك جورج السادس المُخطط لها عام 1949. بعد أن زار البلاد لأول مرة عام 1927 بصفته دوق يورك، أُجِّلت مقترحات زيارة الملك إلى نيوزيلندا عام 1940 بسبب اندلاع الحرب العالمية الثانية. أُعلن عن جولة للملك والملكة إلى أستراليا ونيوزيلندا عام 1949 في أوائل عام 1948، وكانت أول زيارة لملك حاكم إلى الدومينيون.
أيد وزير المالية والتر ناش اقتراح الجمعية الملكية النيوزيلندية لعلم العملات بإصدار عملة تذكارية للتداول. وصمم بيرسي ميتكالف، مصمم دار سك العملة الملكية، رسومات الفنان النيوزيلندي جيمس بيري، ودخلت العملة مرحلة الإنتاج في أواخر عام 1948. وفي نوفمبر 1948، أجّل الملك الجولة إلى أجل غير مسمى بسبب تدهور صحته، مما أثار مخاوف الجمعية الملكية لعلم العملات من إمكانية صهر العملات. استجابت حكومة نيوزيلندا بشكل إيجابي لدعوات مواصلة إصدار العملات. وأصبحت العملات متاحة بالقيمة الاسمية في البنوك المحلية في جميع أنحاء نيوزيلندا في نوفمبر، كما وُزّعت على هواة جمع العملات في الخارج عبر القنصليات العامة في أستراليا وكندا والولايات المتحدة والمملكة المتحدة.

## الخلفية
في العقود التي تلت طرح عملة الجنيه الإسترليني المحلية بدلاً من عملة الجنيه الإسترليني البريطانية السابقة، أنتجت نيوزيلندا العديد من العملات التذكارية. في عام 1935، إنتج تاج وايتانغي، من فئة خمسة شلن غير الموجودة سابقًا، بأعداد محدودة للغاية وبيع لهواة الجمع دون الدخول في التداول. مع اعتبار إصدار تاج وايتانغي إلى حد كبير بمثابة فشل، إنتج نصف التاج المئوي لعام 1940 بكميات أكبر بكثير ودخل التداول بالقيمة الاسمية. بسبب الطلب الكبير من هواة الجمع، خرجت العملة بسرعة من التداول.

### الزيارة الملكية المقترحة
زار ألبرت دوق يورك نيوزيلندا في جولة ملكية عام 1927، وهي الزيارة الخامسة لأمير بريطاني إلى نيوزيلندا. وبعد توليه منصب جورج السادس، جرى النظر في زيارة أخرى إلى نيوزيلندا (الموافقة لاحتفالات نيوزيلندا المئوية عام 1940)، ولكنها تعطلت بسبب اندلاع الحرب العالمية الثانية. إعلن عن زيارة جورج السادس والملكة إليزابيث إلى أستراليا ونيوزيلندا في العام التالي في مارس 1948، وكان من المقرر أن تكون أول زيارة لملك جالس إلى الدومينيون. تشكل مسار السفر على مدار الأيام التالية، حيث خطط الملك والملكة للإبحار إلى نيوزيلندا في أواخر فبراير بعد الإبحار عبر المحيط الهادئ، قبل المغادرة إلى أستراليا بعد 16 يومًا.

## الإنتاج
في أبريل 1948، تقدمت الجمعية الملكية لعلم العملات في نيوزيلندا باقتراح إنشاء عملة تاجية تذكارية استعدادًا للزيارة الملكية. وبعد دراسة أسترالية لعملة تذكارية من فئة أربعة شلنات، تقدم وزير المالية والتر ناش في مايو لدعم اقتراح الجمعية الملكية لعلم العملات بعملة تذكارية متداولة.
بعد التأخيرات بسبب تضارب التصميم، اتفق على تصميم الوجه بحلول أكتوبر 1948، ودخلت العملات المعدنية الإنتاج في دار سك العملة الملكية. صمم مصمم الطوابع النيوزيلندي جيمس بيري، الذي قدم سابقًا تصميمات غير ناجحة لتاج وايتانجي وسلسلة العملات المعدنية لعام 1940، ظهرًا يظهر عليه سرخس فضي (نبات متوطن يرمز إلى نيوزيلندا) محاط بأربعة نجوم من الصليب الجنوبي. إرسلت رسومات تصميم بيري إلى مصمم دار سك العملة الملكية بيرسي ميتكالف ليصمم. يظهر وجه العملة، مثل العملات المعدنية النيوزيلندية الأخرى في تلك الفترة، تمثال نصفي غير متوج لجورج السادس صممه همفري باجيت. سكت العملة الفضية من فئة 0.500، وكانت العملة الفضية الوحيدة المتداولة في نيوزيلندا بعد التخلي عن سك العملات الفضية لصالح النيكل النحاسي في عام 1947.

### إلغاء الزيارة الملكية
في نوفمبر 1948، أرجأ الملك إلى أجل غير مسمى الزيارة الملكية المخطط لها إلى نيوزيلندا وأستراليا، مشيرًا إلى سوء الحالة الصحية. ونظرًا لاحتمالية صهر الإصدار، أصدرت الجمعية الملكية للعملات بيانًا حثت فيه على الاستمرار في توزيع العملات التذكارية على الرغم من الإلغاء، مشيرة إلى عدم وجود أي أيقونات خاصة بالزيارة الملكية على العملات، إلى جانب السابقة لإصدارات التاج الدورية المتداولة في المملكة المتحدة وجنوب إفريقيا. ورد ناش في أوائل ديسمبر بأنه لا توجد خطط موضوعة لصهر العملات.

## الإصدار
بحلول أواخر فبراير 1949، المخطط له في الأصل أن يكون موعدًا للجولة الملكية، أبلغ بنك الاحتياطي النيوزيلندي الجمعية الملكية لعلم العملات بخطط التعاون مع البنوك التجارية الأخرى في توزيع العملات المعدنية في وقت لاحق من ذلك العام. بحلول أوائل نوفمبر، وصلت غالبية الإصدار إلى نيوزيلندا، و توفرت العملات المعدنية للجمهور بالقيمة الاسمية في البنوك المحلية في 17 نوفمبر. توفرت كميات أصغر لهواة الجمع في الخارج في لجان التجارة النيوزيلندية والقنصليات العامة في مدن مختلفة في أستراليا وكندا والمملكة المتحدة والولايات المتحدة. في دنيدن، تشكلت طوابير كبيرة خارج البنوك تحسبًا للعملات المعدنية في 17 نوفمبر. قدمت الجمعية الملكية لعلم العملات عملة واحدة لجميع الأعضاء، متاحة بالقيمة الاسمية بالإضافة إلى تكلفة البريد. إنتج ما مجموعه 200020 كرونة في عام 1949، إلى جانب ما يقدر بثلاثة أدلة. يقال إن اثنتين من العملات المعدنية الإثباتية، والتي اعتمدت من قبل شركة PCGS، بيعتا بأكثر من 15000 دولار أمريكي في المزاد.

### الاستشهادات
1. ↑  Hargreaves 1972، صفحات 150–157.
2. ↑  Stocker 2010، صفحات 185–188.
3. ↑  Stocker 2011، صفحة 221.
4. ↑  Stocker 2010، صفحة 187.
5. ↑  Cook، Megan. "Royal tours". Te Ara – Encyclopedia of New Zealand. مؤرشف من الأصل في 2025-02-12. اطلع عليه بتاريخ 2024-01-15.
6. ↑  "Royal Tours Abroad". New Zealand Herald. 10 أغسطس 1938. ص. 13. مؤرشف من الأصل في 2024-01-15. اطلع عليه بتاريخ 2024-01-15.
7. ↑  "Royal visit badge". Museum of New Zealand. مؤرشف من الأصل في 2024-01-15. اطلع عليه بتاريخ 2024-01-15.
8. ↑  "Royal Visit to N.Z. in 1949 Announced". The Press. 8 مارس 1948. ص. 7. مؤرشف من الأصل في 2024-01-15. اطلع عليه بتاريخ 2024-01-15.
9. ↑  "Royal Visit To N.Z. Before Australia". Northern Advocate. 10 مارس 1948. ص. 5. مؤرشف من الأصل في 2024-01-15. اطلع عليه بتاريخ 2024-01-15.
10. ↑  "Proposed Commemorative Crown Piece" (PDF). New Zealand Numismatic Journal. ج. 4 ع. 3: 90. مايو 1948. مؤرشف (PDF) من الأصل في 2023-01-26. اطلع عليه بتاريخ 2024-01-12.
11. ↑  "Notes of Meetings" (PDF). New Zealand Numismatic Journal. ج. 4 ع. 3: 109. مايو 1948. مؤرشف (PDF) من الأصل في 2023-01-26. اطلع عليه بتاريخ 2024-01-12.
12. ↑  "Special Crown Piece May Be Struck By N.Z. To Mark Royal Visit". Wanganui Chronicle. 1 يونيو 1948. ص. 4. مؤرشف من الأصل في 2024-01-13. اطلع عليه بتاريخ 2024-01-15.
13. ↑  "Minting of Crowns". Wanganui Chronicle. 11 أكتوبر 1948. ص. 4. مؤرشف من الأصل في 2024-01-13. اطلع عليه بتاريخ 2024-01-15.
14. ↑  Stocker 2011، صفحات 209–210.
15. ↑  Stocker 2010، صفحات 179–181.
16. ↑  "New Zealand Crown Piece" (PDF). New Zealand Numismatic Journal. ج. 5 ع. 3: 91–92. أكتوبر 1949. مؤرشف (PDF) من الأصل في 2023-01-26. اطلع عليه بتاريخ 2024-01-12.
17. ↑  Royal Mint Annual Report 1948 (Report). 1950. ص. 6. مؤرشف من الأصل في 2024-01-15. اطلع عليه بتاريخ 2024-01-15.
18. ↑  Hargreaves 1972، صفحة 154.
19. ↑  Hargreaves 1972، صفحات 156–157.
20. ↑  "The King's Health". The Press. 24 نوفمبر 1948. ص. 4. مؤرشف من الأصل في 2024-01-15. اطلع عليه بتاريخ 2024-01-15.
21. ↑  "Distribution Urged Of Crowns Struck For Royal Visit". Gisborne Herald. 1 ديسمبر 1948. ص. 6. مؤرشف من الأصل في 2024-01-15. اطلع عليه بتاريخ 2024-01-15.
22. ↑  "Royal Visit Coins". Gisborne Herald. 7 ديسمبر 1948. مؤرشف من الأصل في 2024-01-15. اطلع عليه بتاريخ 2024-01-15.
23. ↑  "Distribution of Crown Piece" (PDF). New Zealand Numismatic Journal. ج. 5 ع. 1: 22. 22 فبراير 1949. مؤرشف (PDF) من الأصل في 2023-01-26. اطلع عليه بتاريخ 2024-01-12.
24. ↑  "N.Z. 5s Piece to Be Issued Next Week". Greymouth Evening Star. 12 نوفمبر 1949. ص. 3. مؤرشف من الأصل في 2024-01-13. اطلع عليه بتاريخ 2024-01-15.
25. ↑  "Banks Besieged For Crowns". Otago Daily Times. 18 نوفمبر 1949. مؤرشف من الأصل في 2024-01-13. اطلع عليه بتاريخ 2024-01-15.
26. ↑  "New Zealand Crown Pieces, 1949" (PDF). New Zealand Numismatic Journal. ج. 5 ع. 2: 51. يونيو 1949. مؤرشف (PDF) من الأصل في 2023-01-26. اطلع عليه بتاريخ 2024-01-12.
27. ↑  "Mintings of New Zealand Coins" (PDF). New Zealand Numismatic Journal. ج. 10 ع. 3. فبراير 1961. مؤرشف (PDF) من الأصل في 2023-01-26. اطلع عليه بتاريخ 2024-01-15.
28. ↑  Cuhaj، George S. (2014). 2014 Standard Catalog of World Coins (ط. 41st). ص. 1638.
29. ↑  "NEW ZEALAND. Crown, 1949. PCGS PROOF-66 Gold Shield". Stacks Bowers. يناير 2020. مؤرشف من الأصل في 2024-02-27. اطلع عليه بتاريخ 2024-01-15.